# Club Tropicana
"Club Tropicana" er en sang fra 1983 af den britiske popduo Wham!, der blev udgivet på Innervision Records. Sangen er skrevet af George Michael og Andrew Ridgeley.
Sangen blev markedsført med en dengang opsigtsvækkende musikvideo, der var instrueret af Duncan Gibbins og optaget ved Pikes Hotel på Ibiza med scener af George Michael og Andrew Ridgeley, der kigger efter bikini-klædte piger. 
Sangen blev udsendt i juli 1983 og nåede nr. 4 på de britiske hitlister. Sangen blev den 39. bedst sælgende single i Storbritannien i 1983. Det var den fjerde single fra albummet Fantastic. 